# 緑・にいがた
緑・にいがた（みどりにいがた）は、新潟県にある地域政党。1994年10月1日に「市民新党にいがた」として結成。2002年7月に現在の「緑・にいがた」に名称変更した。

## 概要
市民新党にいがた時代、1995年4月の第13回統一地方選挙では県議候補3名と市議候補1名を擁立し県議1名と市議1名が当選した。当選後、所属議員がTシャツとジーンズ、スニーカー姿で登壇したことが話題となった。同年7月の第17回参院議員選挙では新潟選挙区で、1996年の第41回総選挙では新潟1区でそれぞれ独自候補を立てたが、いずれも落選した。国政では主に立憲民主党や社民党を支持している。ただし、個々の党員が共産党などに投票することを全面的に禁止しているわけではない
2007年4月、第16回統一地方選挙の一環として行われた新潟市議会議員選挙にて現職2名が落選し、所属議員不在となった。新潟市が政令指定都市になったことで、全市1区だった市議選が区ごとに分割され、「旧市全体で広く薄く票を取っていた（緑・にいがたの）候補には厳しかった」（緑・にいがたの栃倉幸一、中山均が立候補した西区選挙区の対立候補）と指摘されている。また、現職2名を同一選挙区で公認したことも影響した。
2011年4月、第17回統一地方選挙の一環として行われた新潟市議会議員選挙にて西区から立候補した元職の中山均が定数11人中3位で当選し返り咲きを果たし、所属議員不在の状況は解消された。
その後中山はみどりのテーブルやみどりの未来の結成に参加、みどりの未来では共同代表を務め、同党が発展的に解消して発足した緑の党グリーンズジャパンでも共同代表に就任した。「緑・にいがた」は緑の党グリーンズジャパン規約１０条による緑の党グリーンズジャパンと対等な「地域組織」として存続している。

## 理念
- 市民こそが政治の主人公
- 草の根民主主義の推進
- エコロジー中心社会の実現
- 安心と希望がもてる共生社会へ
- 平和憲法の理念を世界へ・非暴力の原則をすべての政策の中心に
- 補足：税制度に関する政策